# Sauda
Saudaⓘ ist eine Kommune im norwegischen Fylke Rogaland. Die Kommune hat 4600 Einwohner (Stand: 1. Januar 2025). Verwaltungssitz ist die gleichnamige Stadt Sauda.

## Geografie

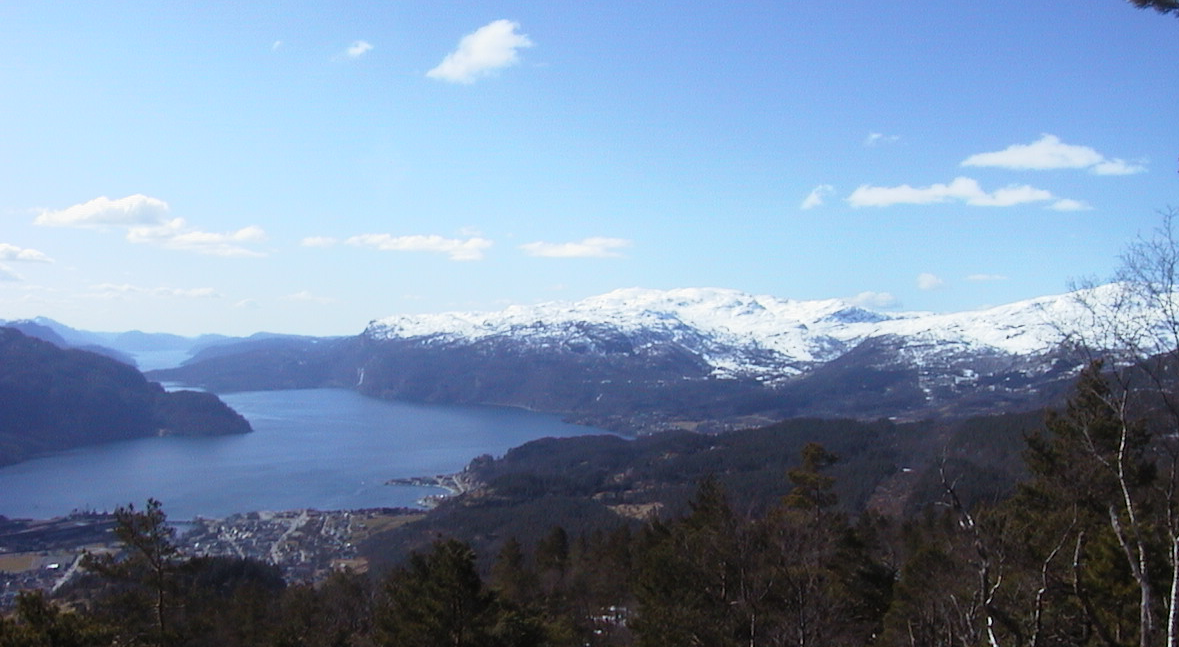
Blick auf Sauda und den Saudafjord

Die Kommune Sauda liegt im Norden des Fylkes Rogaland in der Landschaft Ryfylke. Die Gemeinde grenzt im Nordosten und Osten an Ullensvang, im Westen und Nordwesten an Etne sowie im Süden an Suldal. Die beiden Nachbarkommunen Ullensvang und Etne liegen im nördlichen Nachbarfylke Vestland. Aus dem Süden reicht der Saudafjord, ein nördlicher Arm des Boknafjords, in die Kommune hinein. Am inneren Ende des Fjords liegt die Stadt Sauda. In der Stadt münden die beiden Flüsse Storelva und Nordelva in den Fjord. Die Gesamtfläche der Kommune beträgt 546,56 km², wobei Binnengewässer zusammen 39,05 km² ausmachen.
Die Landschaft Saudas ist gebirgig. Mehrere Erhebungen erreichen Höhen von über 1000 moh. Die Erhebung Kyrkjenuten stellt mit einer Höhe von 1601,78 moh. den höchsten Punkt der Kommune Sauda dar. In den Bergen und Tälern der Kommune befinden sich mehrere Seen, wie das Svartavatnet und das Slettedalsvatnet. Zudem liegen mehrere Wasserfälle in der Kommune. Der Svandalsfossen fällt im Westen des Saudafjords in den Fjord ab. Weiter südlich befindet sich mit dem Hangandvikfossen ein weiterer Wasserfall.

## Einwohner
Der Großteil der Einwohner lebt am unteren Flusslauf der Storelva, wo auch die Stadt Sauda liegt. Sauda ist der einzige sogenannte Tettsted, also die einzige Ansiedlung, die für statistische Zwecke als eine städtische Siedlung gewertet wird. Zum 1. Januar 2024 lebten dort 4190 Einwohner. Die Einwohnerzahl ging ab den 1960er-Jahren zurück, ab 2007 stabilisierte sich die Zahl der Einwohner.
Die Einwohner der Kommune werden Saudabu genannt. Offizielle Schriftsprache ist wie in vielen Kommunen in Rogaland Nynorsk, die weniger weit verbreitete der beiden norwegischen Sprachformen.
| Jahr          | 1986 | 1990 | 1995 | 2000 | 2005 | 2010 | 2015 | 2020 |
| ------------- | ---- | ---- | ---- | ---- | ---- | ---- | ---- | ---- |
| Einwohnerzahl | 5484 | 5355 | 5226 | 5081 | 4819 | 4695 | 4756 | 4595 |

## Geschichte und Kultur
Die Kommune Sauda entstand im Jahr 1842, als Sauda von Suldal abgespalten wurde. Suldal verblieb nach der Abspaltung mit 2030 Einwohnern. Die Kommune Sauda hatte bei ihrer Gründung 1584 Einwohner. Die Stadt Sauda erhielt im Jahr 1999 durch einen Beschluss des Kommunalparlaments den Stadtstatus.
Die Sauda kyrkje ist eine Holzkirche aus dem Jahr 1866. Sie wurde nach einem Entwurf des Architekten Hans Ditlev Franciscus von Linstow erbaut.
In der Kommune liegt in der früheren Zinkgrube Allmannajuvet das Zinkminenmuseum Sauda. Die Grube wurde von 1881 bis 1899 genutzt, um insgesamt rund 12.000 Tonnen Zinkerz abzubauen.

## Wirtschaft und Infrastruktur

### Verkehr
Aus dem Süden führt entlang des Westufers des Saudafjords der Fylkesvei 520 in die weiter nördlich gelegene Stadt Sauda. Auf dieser Strecke führt der Fylkesvei durch die beiden Straßentunnel Honganviktunnel und Varstadtunnel. Von Sauda führt die Straße weiter entlang der Storelva in den Nordosten. Außerhalb der Kommune mündet der Fylkesvei in die Europastraße 134 (E134). Der Fylkesvei ist Teil der Norwegischen Landschaftsroute Ryfylke. Zur Landschaftsroute gehören in Sauda die beiden Aussichtspunkte Allmannajuvet und Svandalsfossen.

### Wirtschaft

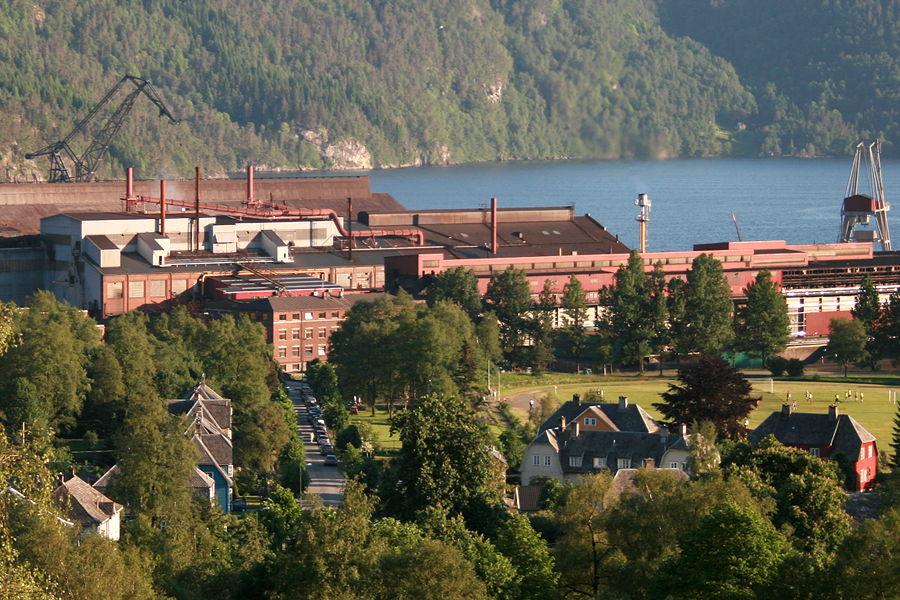
Schmelzfabrik in Sauda

Die lokale Wirtschaft richtet sich stark an der Industrie aus. Der bedeutendste Industriebetrieb ist das Schmelzwerk Sauda smelteverk, das nach dem Bau von Wasserkraftwerken in den 1920er-Jahren seinen Betrieb ausweiten konnte. Die Geschichte des Schmelzwerks ist eng mit der der Kommune verbunden, da die Anzahl der dortigen Arbeitsplätze ein bedeutender Einflussfaktor für die Einwohnerzahl Saudas ist. Im Jahr 1930 waren 650 Personen im Werk angestellt, wovon etwa die Hälfte im Jahr darauf wieder ausgestellt wurden. Im Jahr 1999 wurde das Werk vom französischen Unternehmen Eramet übernommen.
In Sauda befinden sich mehrere große Wasserkraftwerke. Die beiden größten sind die im Jahr 2008 in Betrieb genommenen Kraftwerke Sønnå H und Sønnå L. Ersteres hatte bis 2020 eine durchschnittliche Jahresproduktion von rund 1032 GWh und nutzt eine Fallhöhe von 550 Metern aus. Bei Sønnå L lag im selben Zeitraum eine durchschnittliche Jahresproduktion von etwa 308 GWh vor. Die Fallhöhe beträgt dort zirka 250 Meter.
Im Jahr 2021 arbeiteten von rund 2200 Arbeitstätigen etwa 1770 in Sauda selbst. Jeweils rund 70 Personen pendelten in die Kommunen Suldal und Stavanger.

## Persönlichkeiten
- Kjartan Fløgstad (* 1944), Schriftsteller
- Bjørn Eidsvåg (* 1954), Sänger und Songwriter
- Jarle Halsnes (* 1957), Skirennläufer